# .fr
A .fr Franciaország internetes legfelső szintű tartomány kódja, melyet 1986-ban hoztak létre.
Lehetséges közvetlenül a legfelső tartomány alá is regisztrálni domaineket vagy pedig bizonyos második szintű aldomainek alá:
- .tm.fr – védjegyek tulajdonosai
- .asso.fr – szervezetek
- .nom.fr – vezetéknevek
- .prd.fr – kutatási és fejlesztési programok
- .presse.fr – sajtó
- .com.fr – bárki számára szabadon rendelkezésre áll
- .gouv.fr – francia közigazgatás